# Susann Goksør Bjerkrheim
Susann Goksør (Oslo, 7 de julio de 1970) es una exjugadora de balonmano noruega. Consiguió 3 medallas olímpicas, 2 de ellas de plata y una de bronce.